# Sam Webb
Pour les articles homonymes, voir Webb.
Sam Webb, né le 16 juillet 1945 dans le Maine, est un  homme politique américain. De 2000 à 2014, il est le président du Parti communiste USA. À l'issue du 30e congrès du parti, qui s'est tenu du 13 au juin 2014 à Chicago, John Bachtell lui succède à ce poste.

## Biographie
Webb est né dans le Maine et étudie en 1967 à l'université Saint-Francis-Xavier en Nouvelle-Écosse, il est titulaire d'une maîtrise en économie de l'université du Connecticut.
Avant d'accéder à la direction nationale du parti communiste américain, il est responsable de la section du Michigan (de 1978 à 1998).
Il se rend en Chine, au Royaume-Uni, à Cuba et en Grèce pour y rencontrer des dirigeants socialistes et communistes.
Il vit actuellement à New York, ville où a été rénové le nouveau siège national du Parti communiste USA.
En 2015 il quitte le parti communiste et se rapproche du parti démocrate. Lors de l'élection présidentielle américaine de 2016, il soutient Hillary Clinton et critique Bernie Sanders qu'il accuse de diviser le camp démocrate.